# Piranga orangé
Piranga flava
Espèce
Statut de conservation UICN

 LC  : Préoccupation mineure
Le Piranga orangé (Piranga flava), anciennement Tangara orangé, est une espèce de passereaux de la famille des Cardinalidae (auparavant placée dans la famille des Thraupidae).

## Répartition

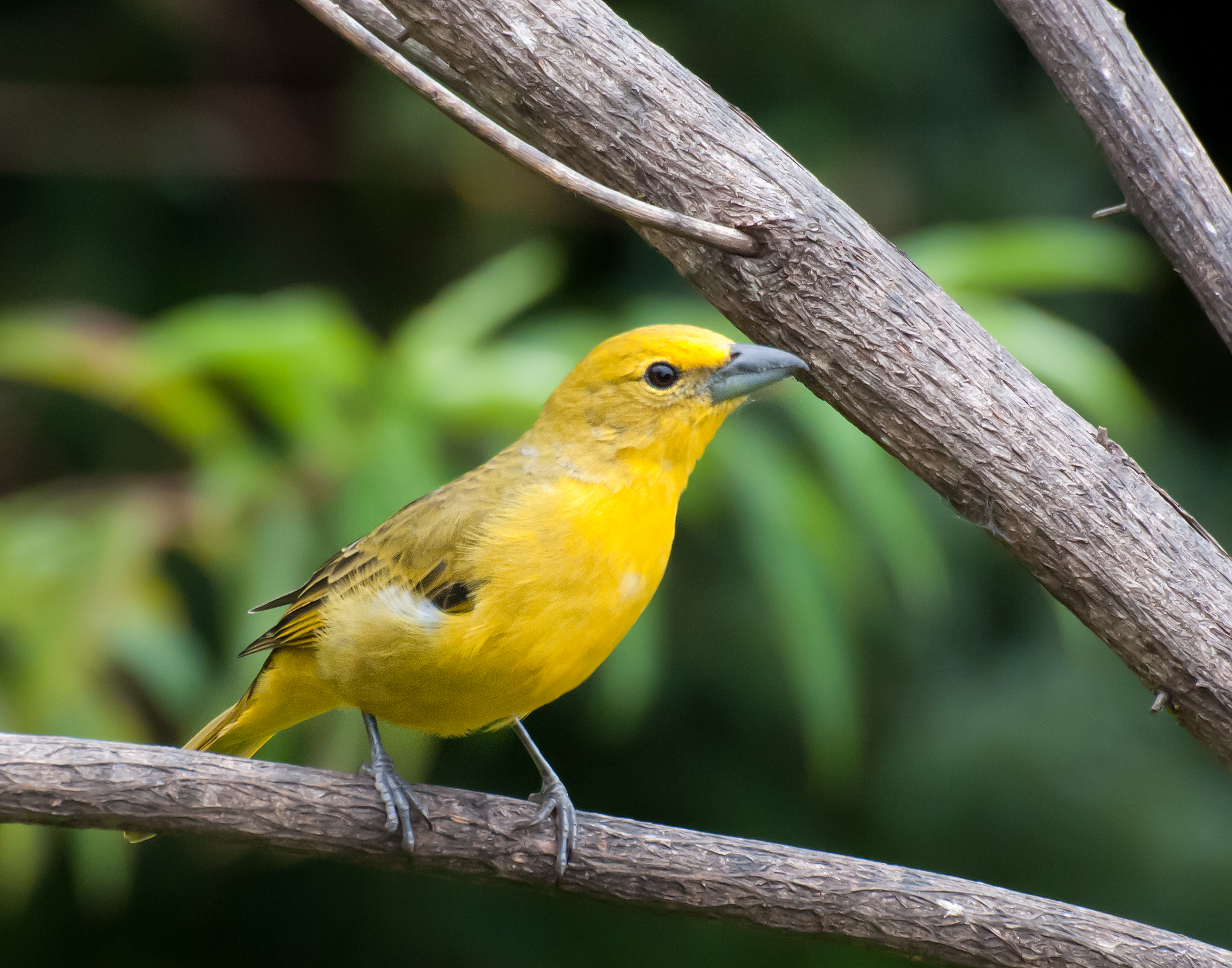
femelle

On le retrouve notamment en Guyane et à travers l'Amérique du Sud (de l'est du Brésil au nord de l'Argentine).

## Sous-espèces
D'après le COI et Alan P. Peterson, il existe quatre sous-espèces :
- Piranga flava flava (Vieillot, 1822)
- Piranga flava macconnelli Chubb, 1921
- Piranga flava rosacea Todd, 1922
- Piranga flava saira (Spix, 1825)